# Sephanilla sertulata
Sephanilla sertulata är en tvåvingeart som beskrevs av Camillo Rondani 1874. Sephanilla sertulata ingår i släktet Sephanilla, ordningen tvåvingar, klassen egentliga insekter, fylumet leddjur och riket djur.
Artens utbredningsområde är Italien. Inga underarter finns listade i Catalogue of Life.